# John Warren
John Warren II (Sparta, Georgia; 7 de julio de 1947) es un exjugador de baloncesto estadounidense que jugó cinco temporadas en la NBA. Con 1,90 metros de altura, lo hacía en la posición de base.

## Trayectoria deportiva

### Universidad
Jugó durante tres temporadas con los Red Storm de la Universidad St. John's, en las que promedió 15,5 puntos y 7,1 rebotes por partido. Está considerado quizás el jugador más completo que ha pasado por el equipo de St. John's, anotando 1.306 puntos en su carrera que se tradujeron en un 77,4% de victorias de su equipo a lo largo de tres temporadas en las que lograron clasificarse para disputar el Torneo de la NCAA.

### Profesional
Fue elegido en la undécima posición del Draft de la NBA de 1969 por New York Knicks, equipo en el que apensa contó para su entrenador, pero que ayudó a conseguir el título de campeones de la NBA con 2,5 puntos y 0,9 rebotes por partido.
Al año siguiente fue colocado por los Knicks en el draft de expansión, siendo elegido por la nueva franquicia de los Cleveland Cavaliers. En su primera temporada con los Cavs protagonizó una de las escenas más curiosas de la historia de la NBA, al anotar una canasta ante Portland Trail Blazers en su propio aro, concediendo los árbitros los puntos a Leroy Ellis, quien curiosamente fue a ponerle un tapón. A pesar de aquel incidente, aquella fue su mejor temporada con los Cavs, acabando el año con 11,5 puntos, 4,2 rebotes y 4,2 asistencias por partido.
La llegada al equipo de Butch Beard y Austin Carr le relegó al banquillo, pasando a jugar poco más de 14 minutos por encuentro, en los que sus cifras bajaron hasta los 5,0 puntos y 2,0 rebotes por noche. Jugó dos temporadas más en Cleveland, siempre como tercer base, para acabar retirándose en 1974. En el total de su carrera promedió 6,0 puntos y 2,3 rebotes por partido.

## Estadísticas de su carrera en la NBA

### Temporada regular
| Temp.   | Edad | Equipo    | Liga | P   | TIT | MIN  | TC  | TCA  | %TC  | 3P | 3PA | %3P | TL  | TLA | %TL  | R.OF. | R.DEF. | REB | ASIS | ROB | TAP | PER | FP  | PTS  |
| 1969-70 | 22   | New York  | NBA  | 44  |     | 6.2  | 1.0 | 2.5  | .407 |    |     |     | 0.5 | 0.8 | .686 |       |        | 0.9 | 0.7  |     |     |     | 1.2 | 2.5  |
| 1970-71 | 23   | Cleveland | NBA  | 82  |     | 31.8 | 4.6 | 11.0 | .423 |    |     |     | 2.2 | 2.6 | .829 |       |        | 4.2 | 4.2  |     |     |     | 3.6 | 11.5 |
| 1971-72 | 24   | Cleveland | NBA  | 68  |     | 14.3 | 2.1 | 5.1  | .417 |    |     |     | 0.7 | 0.9 | .845 |       |        | 2.0 | 1.3  |     |     |     | 1.4 | 5.0  |
| 1972-73 | 25   | Cleveland | NBA  | 40  |     | 7.3  | 1.4 | 2.8  | .486 |    |     |     | 0.5 | 0.5 | .947 |       |        | 1.1 | 0.9  |     |     |     | 1.1 | 3.2  |
| 1973-74 | 26   | Cleveland | NBA  | 69  |     | 11.4 | 1.9 | 4.2  | .454 |    |     |     | 0.5 | 0.6 | .854 | 0.6   | 1.2    | 1.9 | 0.9  | 0.4 | 0.1 |     | 1.7 | 4.3  |
| Total   |      |           | NBA  | 303 |     | 16.3 | 2.5 | 5.8  | .430 |    |     |     | 1.0 | 1.2 | .827 | 0.6   | 1.2    | 2.3 | 1.9  | 0.4 | 0.1 |     | 2.0 | 6.0  |

### Playoffs
| Temp.   | Edad | Equipo   | Liga | P  | MIN | TCA | TC | 3PA | 3P | TLA | TL | R.OF. | REB | ASIS | ROB | TAP | PER | FP | PTS | %TC  | %3P | %FT | MIN | PTS | REB | AST |
| 1969-70 | 22   | New York | NBA  | 10 | 22  | 2   | 5  |     |    | 0   | 0  |       | 3   | 2    |     |     |     | 6  | 4   | .400 |     |     | 2.2 | 0.4 | 0.3 | 0.2 |
| Total   |      |          | NBA  | 10 | 22  | 2   | 5  |     |    | 0   | 0  |       | 3   | 2    |     |     |     | 6  | 4   | .400 |     |     | 2.2 | 0.4 | 0.3 | 0.2 |